# 전주시 완산구의 국회의원

## 행정구역 변천
- 1989년 5월 1일 전라북도 전주시 완산구 설치

## 전주시 완산구의 역대 국회의원
| 대수   | 이름           | 소속정당       | 임기                              | 선거구역 |
| ------ | -------------- | -------------- | --------------------------------- | --- |
| 제14대 | 장영달(張永達) | 민주당         | 1992년 5월 30일 ~ 1996년 5월 29일 | 전주시 완산구 일원 |
| 제15대 | 장영달(張永達) | 새정치국민회의 | 1996년 5월 30일 ~ 2000년 5월 29일 | 전주시 완산구 일원 |
| 제16대 | 장영달(張永達) | 새천년민주당   | 2000년 5월 30일 ~ 2004년 5월 29일 | 전주시 완산구 일원 |
| 제17대 | 장영달(張永達) | 열린우리당     | 2004년 5월 30일 ~ 2008년 5월 29일 | 전주시 완산구 갑: 중앙동, 풍남동, 교동, 태평동, 중노송1동, 중노송2동, 남노송동, 동완산동, 서완산동, 동서학동, 서서학동, 중화산1동, 중화산2동, 평화1동, 평화2동 |
| 제17대 | 이광철(李光喆) | 열린우리당     | 2004년 5월 30일 ~ 2008년 5월 29일 | 전주시 완산구 을: 서신동, 삼천1동, 삼천2동, 삼천3동, 효자1동, 효자2동, 효자3동, 효자4동                                                                        |
| 제18대 | 이무영(李茂永) | 무소속         | 당선 무효                         | 전주시 완산구 갑: 중앙동, 풍남동, 노송동, 완산동, 동서학동, 서서학동, 중화산1동, 중화산2동, 평화1동, 평화2동                                                   |
| 제18대 | 신건(辛建)     | 무소속         | 2009년 4월 30일 ~ 2012년 5월 29일 | 전주시 완산구 갑: 중앙동, 풍남동, 노송동, 완산동, 동서학동, 서서학동, 중화산1동, 중화산2동, 평화1동, 평화2동                                                   |
| 제18대 | 장세환(張世煥) | 통합민주당     | 2008년 5월 30일 ~ 2012년 5월 29일 | 전주시 완산구 을: 서신동, 삼천1동, 삼천2동, 삼천3동, 효자1동, 효자2동, 효자3동, 효자4동                                                                        |
| 제19대 | 김윤덕(金潤德) | 민주통합당     | 2012년 5월 30일 ~ 2016년 5월 29일 | 전주시 완산구 갑: 중앙동, 풍남동, 교동, 노송동, 완산동, 동서학동, 서서학동, 중화산1동, 중화산2동, 평화1동, 평화2동                                             |
| 제19대 | 이상직(李相稷) | 민주통합당     | 2012년 5월 30일 ~ 2016년 5월 29일 | 전주시 완산구 을: 서신동, 삼천1동, 삼천2동, 삼천3동, 효자1동, 효자2동, 효자3동, 효자4동                                                                        |
| 제20대 | 김광수(金光守) | 국민의당       | 2016년 5월 30일 ~ 2020년 5월 29일 | 전주시 갑: 완산구 중앙동, 풍남동, 노송동, 완산동, 동서학동, 서서학동, 중화산1동, 중화산2동, 평화1동, 평화2동, 덕진구 인후3동                                   |
| 제20대 | 정운천(鄭雲天) | 새누리당       | 2016년 5월 30일 ~ 2020년 5월 29일 | 전주시 을: 완산구 서신동, 삼천1동, 삼천2동, 삼천3동, 효자1동, 효자2동, 효자3동, 효자4동                                                                        |
| 제21대 | 김윤덕(金潤德) | 더불어민주당   | 2020년 5월 30일 ~ 2024년 5월 29일 | 전주시 갑: 완산구 중앙동, 풍남동, 노송동, 완산동, 동서학동, 서서학동, 중화산1동, 중화산2동, 평화1동, 평화2동, 덕진구 인후3동                                   |
| 제21대 | 이상직(李相稷) | 더불어민주당   | 2020년 5월 30일 ~ 2022년 5월 12일 | 전주시 을: 완산구 서신동, 삼천1동, 삼천2동, 삼천3동, 효자1동, 효자2동, 효자3동, 효자4동, 효자5동                                                               |
| 제21대 | 강성희(姜聖熙) | 진보당         | 2023년 4월 5일 ~ 2024년 5월 29일  | 전주시 을: 완산구 서신동, 삼천1동, 삼천2동, 삼천3동, 효자1동, 효자2동, 효자3동, 효자4동, 효자5동                                                               |
| 제22대 | 김윤덕(金潤德) | 더불어민주당   | 2024년 5월 30일 ~                 | 전주시 갑: 완산구 중앙동, 풍남동, 노송동, 완산동, 동서학동, 서서학동, 중화산1동, 중화산2동, 평화1동, 평화2동, 덕진구 인후1동, 인후2동, 인후3동                 |
| 제22대 | 이성윤(李盛潤) | 더불어민주당   | 2024년 5월 30일 ~                 | 전주시 을: 완산구 서신동, 삼천1동, 삼천2동, 삼천3동, 효자1동, 효자2동, 효자3동, 효자4동, 효자5동                                                               |

## 같이 보기
- 전주시 갑 (1988년 선거구)
- 전주시 완산구 (선거구)
- 전주시 완산구 갑
- 전주시 완산구 을
- 전주시 갑
- 전주시 을
- 전주시의 국회의원
- 전주시 덕진구의 국회의원